# El Banús
|  | Aquest article tracta sobre el mas al terme de Tavèrnoles. Si cerqueu el mas al terme de la Vall d'en Bas, vegeu «mas el Banús». |

El Banús és una masia a poc més de mig km a l'oest del nucli de Tavèrnoles (Osona).

## Masia
Masia de planta rectangular, coberta a quatre vessants i amb una llanterna a la part central de l'edificació. La façana està situada a migdia mirant vers el serrat del Banús. Presenta un gran portal dovellat a la planta, un de rectangular i diverses finestres, a la part esquerra del primer pis s'obren quatre grans arcades d'arc rebaixat que s'aguanten sobre pilars quadrangulars, una finestra central amb l'ampit motllurat i a la part dreta un balcó, al segon pis s'obren petites finestres.
A llevant destaquen tres balcons al primer pis i una finestra goticitzant al segon. A tramuntana sobresurt un terrat al qual s'accedeix des del primer pis, presenta una barana de ferro i pilars de pedra. A llevant presenta, a la planta baixa tres finestres rectangulars allargades i protegides per llangardaixos; al primer pis hi ha un balcó i finestres i una altra al segon. Un mur de pedra i un portal conopial tanquen la lliça.
És construïda amb maçoneria i els angles de l'edificació i obertures estan formades per carreus ben treballats de gres de color verdós. És coberta amb teules i els ràfecs presenten decoracions de teules distribuïdes de forma graonada.
Hi ha una cabana, situada davant l'era, que és de planta rectangular, coberta a dues vessants i amb el carener perpendicular a la façana la qual està situada a migdia. Està construïda sobre pedra viva i aprofitant el desnivell del terreny nord-sud. La part de tramuntana és més alta que la resta i a la banda de migdia no hi ha mur. Tots els murs són cecs, A migdia hi ha un pilar de maó que aguanta el cavall del carener; en aquest indret s'hi adossa a un cos de nova edificació i construït amb material modern com el fibrociment (uralita).
La resta és construïda amb maçoneria i carreus ben escairats als angles. La teulada és de teula i sense ràfec.
Hi ha una finestra rectangular situada al mur de migdia de la masoveria, a la planta baixa de la façana principal.
Està formada per tres grossos carreus, amb decoracions, a cada brancal i una llinda llisa al damunt, la part de baix també és llisa. El bastiment està dividit en quatre fulles i és protegida exteriorment per una reixa amb tires de ferro.
Els brancals són decorats amb petits pilastres poligonals a la part baixa, amb soguejats i motllures als carreus del centre i a la part superior el soguejat (de la part més interior-intradós) és coronat per unes cares; les motllures centrals estan acabades per unes formes escaquejades i la part superior del soguejat extern ha perdut la decoració.
La bassa del mas està situada a la part sud-oest. És de forma rectangular i està formada per setze lloses rectangulars de 2m d'alt per 3m d'ample, aquestes lloses s'encaixen dins uns pilars quadrats, en total disset. També hi ha una llosa per rentar, posada horitzontalment. Actualment està mig buida i hi ha una part que s'ha destinat a piscina. És de pedra, gres. L'estat de conservació és mitjà.

## Masoveria
La masoveria és un edifici de planta rectangular assentada sobre un talús. És coberta a dues vessants amb el carener paral·lel a la façana la qual està situada a migdia, part que només consta de planta baixa i primer pis. Presenta un portal rectangular i dues finestres a la planta una de les quals presenta els carreus laterals treballats amb soguejat, formes geomètriques i unes cares, al primer pis se n'hi obre una altra. La part de ponent es troba adossada al a lliça de la casa senyorial i s'hi observen diverses etapes constructives, també s'hi adossa un cos d'una única planta i unit a la lliça de la casa abans esmentada. També hi ha un balcó amb una creu esculpida a la llinda. La part de tramuntana té un pis més i poques obertures. A llevant s'hi afegeix una construcció recent que s'abriga sota la mateixa vessants de la casa. La teulada té un ràfec molt petit i els murs són de maçoneria amb els elements de salt de pedra picada.
El portal, juntament amb un mur de maçoneria i diverses dependències agrícoles, tanca la llisa del mas. Està format per carreus i al naixement de l'arc hi ha dos quadrants amb motllures graonades a cada costat, descrivint així un arc deprimit. La llinda és d'una sola peça i s'hi descriuen decoracions en forma de quarts de circumferència que, de dos en dos, es sobreposen en línia ascendent. Al vèrtex de l'arc sobresurt un escut de forma irregular, una mena de pergamí amb l'interior llis. És esculpit en pedra de gres.

## Oratori
L'oratori del mas ha estat construït pels hereus actuals del mas i hi ha posat diversos elements comprats a antiquaris o recuperats d'altres indrets. Els seus propietaris han manifestat el desig de fer consagrar l'oratori que honora el mil·lenari mas.
L'oratori és de planta rectangular (4mx7o 8 m) i cobert amb volta de canó rebaixada. Està construït en un lloc on hi havien hagut unes quadres agrícoles, sota els porxos que miren vers migdia. És doncs una petita nau amb dues fornícules d'arc de mig punt que s'obren a la paret nord i una finestra de les mateixes característiques que permet l'entrada de llum per la banda de migdia.
És presidit per un altaret amb un retaule on s'hi descriu un arc de mig punt que dona suport damunt un arquitrau llis que descansa sobre capitells d'estil compost. Damunt l'arc s'hi descriuen unes arcuacions graonades que segueixen el capcer triangular del retaule. Al centre hi ha la imatge del sagrat cor, és d'embalum exempt i d'escaiola.
És construït amb rajola vermella, la qual és pintada al volta, mentre que a terra és vista. El retaule és de fusta i daurat.

## Història
La documentació el mas Banús comença l'any 1030, encara que la primera menció directa de la família i mas Banús (els documents esmenten sempre la grafia Benuç o Benucci) és de l'any 1245. Des d'aleshores fins ara es poden historiar 26 generacions que per successió normal han estat habitant el mas. El 1245 B. d'Angulo i la seva muller Arsendis estableixen a Andreu Benucci en el lloc on hi ha l'actual mas Banús, que formava part d'una gran partida de terra anomenada Guardiola (en record d'una antiga fortalesa o guàrdia). Més tard el domini alodial del Banús passa al monestir de Sant Pere de Casserres. Durant el despoblament produït per la pesta negra de 1348, el mas sobreviu i comença a engrandir-se i la Guardiola passa a formar part del patrimoni dels Banús al mateix temps que Pere Miquel adquireix, el 1378, una casa a la ciutat de Vic i compra altres terres de les rodalies. El 1547 el mas es fusionà amb el mas Esplugues de Sant Feliu de Planeses. Fou la fusió de dos grans masos que utilitzaven els dos noms indistintament, essent sempre el lloc de residència el Banús. Aquesta situació s'allargà fins que el 1895 es legalitzà l'ús del cognom Banús. Al segle xviii adquiriren una altra casa a Vic i més tard a Barcelona, de manera que el mas quedà despoblat durant un temps dels seus propietaris; però actualment torna a estar habitat pels seus hereus els quals porten l'explotació agrícola de la casa i vetllen per la seva conservació.
Segons Camps i Arboix, el projectista del mas sembla haver vingut de França, i l'arquitectura s'assembla a la del Cavaller de Vidrà.
Dates de les llindes: 1773, 1775, 1749, 1763 i 1776.
La història dels altres elements (cabana, finestra, bassa, masoveria i portal) va unida a la del mas.